# NGC 6069
NGC 6069 (również PGC 57237) – galaktyka soczewkowata (S0), znajdująca się w gwiazdozbiorze Korony Północnej. Odkrył ją Édouard Jean-Marie Stephan 21 czerwca 1882 roku.